# 久志本常興
久志本 常興（くしもと つねおき）は、安土桃山時代の医者。豊受大神宮権禰宜、神宮医。

## 生涯
平安時代末より代々伊勢神宮の医官を務める家系で、父の代からは織田信長にも仕えた。自身も信長に仕え、信長の死後、天正12年（1584年）からは徳川家康に仕え、小牧・長久手の戦い、小田原征伐に従軍した。また後陽成天皇に神仙解毒丸を献上して宸筆を賜った。伊勢神宮の遷宮に際しては神役を務め、以後代々伊勢神宮の神役を久志本家が務めた。著書に「常興煆錬要法」がある。